# Branquinha
Branquinha là một đô thị ở bang Alagoas, Brasil. Dân số năm 2004 ước tính là 12.874 người.